# Anke Huber
Anke Huber (Bruchsal, 4. prosinca 1974.) bivša je njemačka profesionalna tenisačica. Najbolji plasman karijere bilo joj je 4. mjesto WTA ljestvice.
Počela je igrati tenis sa 7 godina. U juniorskoj konkurenciji osvojila je Prvenstva Njemačke: do 12 godina (1986.), do 14 godina (1987.), do 16 godina (1988.) te europsko prvenstvo 1989. godine. Bila je i polufinalistica juniorskog Wimbledona 1990. godine.
Svoj Grand Slam debi imala je 1990. godine u Australiji, gdje je došla do 3. kola. Njena premijerna sezona bila je dosta uspješna, tako da je završila godinu na 34. mjestu WTA ljestvice.
Huber je 1999. godine postala prvi njemački reket nakon što se Steffi Graf povukla iz svijeta tenisa. No, i ona je dvije godine kasnije prestala igrati tenis zbog ozljede koljena. Svoju 12-godišnju karijeru zaključila je s 23 finala (12 titula), 29 polufinala i 50 četvrtfinala.

## Osvojeni naslovi

### Pojedinačno (12)
| Br. | Datum               | Turnir                 | Suparnica                | Rezultat      |
| 1.  | 26. kolovoza 1990.  | Schenectady, SAD       | Marianne Werdel Witmeyer | 6:1, 5:7, 6:4 |
| 2.  | 20. listopada 1991. | Filderstadt, Njemačka  | Martina Navrátilová      | 2:6, 6:2, 7:6 |
| 3.  | 18. srpnja 1993.    | Kitzbühel, Austrija    | Judith Wiesner           | 6:4, 6:1      |
| 4.  | 31. srpnja 1994.    | Styria, Austrija       | Judith Wiesner           | 6:3, 6:3      |
| 5.  | 16. listopada 1994. | Filderstadt, Njemačka  | Mary Pierce              | 6:4, 6:2      |
| 6.  | 13. studenog 1994.  | Philadelphia, SAD      | Mary Pierce              | 6:0, 6:7, 7:5 |
| 7.  | 25. rujna 1995.     | Leipzig, Njemačka      | Magdalena Maleeva        | bez borbe     |
| 8.  | 17. lipnja 1996.    | Rosmalen, Nizozemska   | Helena Sukova            | 6:4, 7:6      |
| 9.  | 30. rujna 1996.     | Leipzig, Njemačka      | Iva Majoli               | 5:7, 6:3, 6:1 |
| 10. | 21. listopada 1996. | Luxembourg, Luksemburg | Karina Habšudova         | 6:3, 6:0      |
| 11. | 10. travnja 2000.   | Estoril, Portugal      | Nathalie Dechy           | 6:2, 1:6, 7:5 |
| 12. | 17. srpnja 2000.    | Sopot, Poljska         | Gala Leon Garcia         | 7:6, 6:3      |

### Parovi (1)
| Br. | Datum | Turnir            | Partnerica  | Suparnice u finalu           | Rezultat         |
| 1.  | 1997. | Hamburg, Njemačka | Mary Pierce | Ruxandra Dragomir Iva Majoli | 2:6, 7:6(1), 6:2 |

### Pojedinačna finala (11)
- 1990.: Bayonne (izgubila od Nathalie Tauzia)
- 1993.: Sydney (izgubila od Jennifer Capriati)
- 1993.: Brighton (izgubila od Jane Novotne)
- 1995.: WTA Masters (izgubila od Steffi Graf)
- 1996.: Australian Open (izgubila od Monike Seleš)
- 1996.: Los Angeles (izgubila od Lindsay Davenport)
- 1996.: Filderstadt (izgubila od Martine Hingis)
- 1997.: Pariz (lost to Martine Hingis)
- 1997.: Toronto (izgubila od Monike Seleš)
- 2001.: Pariz (izgubila od Amelie Mauresmo)
- 2001.: Strasbourg (izgubila od Silvie Farine Elie)

## Vanjske poveznice
- Profil  Arhivirana inačica izvorne stranice od 13. travnja 2010. (Wayback Machine) na stranici WTA Toura